# Pygopleurus zagrosensis
Pygopleurus zagrosensis is een keversoort uit de familie Glaphyridae. De wetenschappelijke naam van de soort is voor het eerst geldig gepubliceerd in 1998 door Nikodym & Kral.